# Албан Асан Барманбекулы
Албан Асан Барманбекулы (1866—1916, зимовье Ушкакпак, ныне Райымбекский район Алматинской области) — казахский поэт. Ильяс Джансугуров опубликовал в журнале «Жаңа мектеп» (1926, № 9—10) его философские толгау-размышления «Жеті қисса»; в 1934 выпустил сборник «Ақыр заман». Неопубликованные толгау хранятся в архиве Института литературы и искусства имени М. О. Ауэзова и в ЦБ АН РК.
В честь поэта названа средняя школа-гимназия имени Албан Асан Барманбекулы в селе Карасаз Райымбекского района Алматинской области.